# Front patriotique du Botswana
Le Front patriotique du Botswana (en anglais Botswana Patriotic Front, abrégé en BPF) est un parti politique botswanais.

## Histoire
Le parti a été officiellement créé en juillet 2019 assumant le rôle d'opposant au Parti démocratique du Botswana (BDP). Il était alors soutenu par l'ancien président, Ian Khama, peu après son départ du BDP où il avait exercé le rôle de président. 
Aux élections générales d'octobre 2019, le parti a recueilli 4,3 % des voix et remporté trois sièges, tous dans la région d'origine du président Seretse Khama, le district central : Tshekedi Khama II a été élu à Serowe Ouest, Leepetswe Lesedi à Serowe Sud et Baratiwa Mathoothe à Serowe North. Mais le chef du parti, Biggie Butale, échoua à se faire élire à Tati Ouest, où il s'était présenté.
Depuis janvier 2021, le parti a suspendu toutes activités publiques à cause de la pandémie de Covid-19.

## Histoire électorale

### Élections législatives
| Élection | Chef            | Votes  | %    | Sièges | +/– | Statut   |
| -------- | --------------- | ------ | ---- | ------ | --- | -------- |
| 2019     | Biggie Butale   | 34 028 | 4,41 | 3 / 63 | –   | opposant |
| 2024     | Mephato Reatile | 69 414 | 8,31 | 5 / 61 | 2   |          |